# Javier Otxoa Palacios

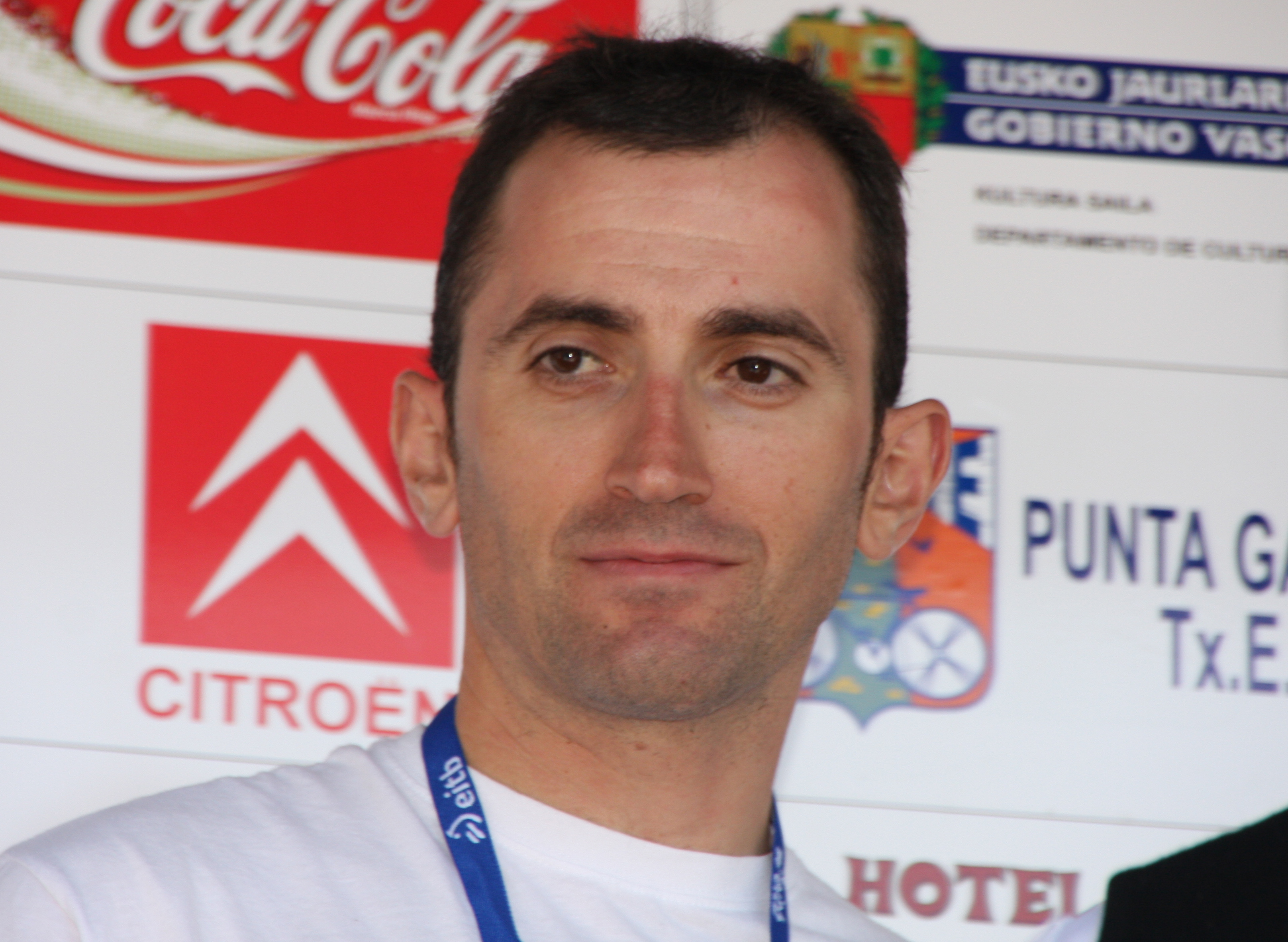
Javier Otxoa (2009)

Javier Otxoa Palacios (* 30. August 1974 in Bilbao; † 24. August 2018 in Alhaurín de la Torre) war ein spanischer Radprofi und späterer Behindertensportler.

## Werdegang
1996 gewann Javier Otxoa die Gesamtwertung des Circuito Montañés und 2000 die Prueba Villafranca de Ordizia. Zweimal startete er bei der Tour de France. Bei der Tour de France 2000 gewann er die neunte Etappe, eine schwere Bergetappe von Dax nach Lourdes-Hautacam, mit 42 Sekunden Vorsprung auf Lance Armstrong; er belegte in der Gesamtwertung Rang 13 und in der Bergwertung Platz zwei.
Am 15. Februar 2001 wurden Javier und sein Zwillingsbruder Ricardo beim Straßentraining von einem Auto angefahren. Ricardo war sofort tot, Javier lag 65 Tage lang im Koma, unter anderem mit schwersten Kopf- und Lungenverletzungen. Seitdem litt er an verbliebenen Hirnschädigungen und Gleichgewichtsproblemen.
Im Jahre 2003 gewann er bei der Behinderten-EM im tschechischen Teplice insgesamt sieben Medaillen, davon zwei Europameistertitel. Javier war auch bei den Paralympics 2004 in Athen erfolgreich, als er Gold im Einzelzeitfahren gewann und Silber in der Einerverfolgung auf der Bahn. Die Medaille widmete er seinem verstorbenen Bruder sowie seiner Mutter. Bei den Sommer-Paralympics 2008 errang er erneut zwei Medaillen: Gold im Einzelzeitfahren sowie Silber im Straßenrennen.
Javier Otxoa starb im August 2018, kurz vor seinem 44. Geburtstag, in Folge einer schweren Krankheit.

## Teams
- 1997–2001 Kelme

## Erfolge
2000
- Prueba Villafranca de Ordizia
- eine Etappe Tour de France

2003
- 2facher Behinderten-Europameister

2004
- Einzelzeitfahren Paralympics
- Einerverfolgung Paralympics

2008
- Einzelzeitfahren Paralympics
- Straßenrennen Paralympics

2009
- Einzelzeitfahren Para-UCI-Straßen-Weltmeisterschaften, Klasse CP3